# Spathacanthus
- Commons
- Wikispecies

Spathacanthus Baill., segundo o Sistema APG II, é um gênero botânico da família Acanthaceae

## Espécies
As principais espécies são:
- Spathacanthus donnell
- Spathacanthus hahnianus
- Spathacanthus hoffmanni
- Spathacanthus parviflorus
- Spathacanthus simplicifolius